# ناتاشا زوريتش
ناتاشا زوريتش (بالصربية: Наташа Зорић)‏ مواليد 27 نوفمبر 1989 في أوسييك، كرواتيا، هي لاعبة كرة مضرب صربية بدأت مسيرتها كمحترفة سنة 2004 تلعب باليد اليمنى. أعلى تصنيف لها في الفردي كان المركز الـ 388 في سنة 2008.

## النهائيات

### WTA الزوجي: 1 (0-1)
| الحصيلة | الرقم | التاريخ       | الدورة                | الأرضية | الشريك             | المنافس                       | النتيجة  |
| ------- | ----- | ------------- | --------------------- | ------- | ------------------ | ----------------------------- | -------- |
| الوصافة | 1.    | 20 يوليو 2008 | جستين للسيدات، النمسا | ترابية  | سيسيل كاراتانتشيفا | أندريا هلافسكوفا لوسي هراديكا | 3–6, 3–6 |

## روابط خارجية
- ناتاشا زوريتش على موقع رابطة محترفات التنس (الإنجليزية)
- ناتاشا زوريتش على موقع الاتحاد الدولي لكرة المضرب (الإنجليزية)
- ناتاشا زوريتش على موقع كأس بيلي جين كينغ (الإنجليزية)